# 通基诺 (下诺夫哥罗德州)
通基诺（羅馬化：Tonkino）是俄罗斯下诺夫哥罗德州的市级镇、通基诺区行政中心，地处下诺夫哥罗德州东北部，位于伏尔加河流域亚赫塔河（Яхта）畔，在州府下诺夫哥罗德东北方。
该地2021年人口有4,651人；2010年人口5,103；2002年人口5,499；1989年人口5,637。